# Мохамед Мзали
Мохамед Мзали (на арабски: محمد مزالي) е тунизийски политик от управляващата (1964 – 1988) Дестурска социалистическа партия (ДСП), министър-председател на Тунис (1980 – 1986).

## Биография
Роден е в град Монастир, Тунис (тогава протекторат на Франция) на 23 декември 1925 г. Средното си образоавние завършва в престижния лицей „Садики“ в гр. Тунис. Следва и завършва философия в Парижкия университет. Като ученик и студент се занимава активно със спорт – волейбол, футбол, тенис, спортно ходене. Избиран е 2 пъти за заместник-председател на тунизийската Федерация на дестурските студенти във Франция.
След завръщането си в родината е преподавател в лицеи (1950 – 1956). След освобождението на Тунис работи в държавното управление. Депутат в Националното събрание (1959 – 1981), член на Централния комитет на Дестурската социалистическа партия от 1964 г., член на Политбюро на ДСП от 1974 г.
От края на 1960-те години заема министерски постове: държавен секретар по националната отбрана (1968 – 1969, откъсва офицерството от политиката), министър на младежта и спорта (1969 – 1970, разширява училищната физкултура и спорт), министър на образованието (1969 – 1970, 1971 – 1973, 1976 – 1980, провежда арабизация на образованието), министър на здравеопазването (1973 – 1976). През премиерския му период също е министър на вътрешните работи от 1984 до 1986 г.
През 1980 година е назначен от президента Хабиб Бургиба за министър-председател. Смятан за близък до ислямистите, той провежда проислямска политика, противопоставя се на забраната за носене на хиджаб в обществените училища. През декември 1983 г. под натиск от Международния валутен фонд правителството спира субсидите за брашно и хляб, цените им силно нарастват, което предизвиква така наречените Тунизийски хлебни бунтове, потушени от силите за сигурност и довели до човешки жертви. Президентът се дистанцира от тази ценова либерализация. В крайна сметка се предприемат мерки за ново регулиране на цените, но авторитетът на Мзали сред народа е силно уронен. Отстранен е от премиерския пост през 1986 г.
След свалянето на президента Бургиба (1987) М. Мзали е обвинен в злоупотреби с обществени средства и незаконно обогатяване, бяга от страната и се установява във Франция. През 1987 г. е осъден задочно на затвор от тунизийски съд; присъдата е отменена през 2002 г.
Освен спортист на младини Мзали е също активен и дългогодишен спортен функционер. Той е генерален директор на департамента по младежта и спорта (1959 – 1964) и министър на младежта и спорта (1969 – 1970), както и президент на Тунизийската футболна федерация (1962 – 1963). Вицепрезидент (1963 – 1967) и президент (1979 – 1987) на Международния комитет по Средиземноморските игри. Член е на Международния олимпийски комитет от 1965 г., където също заема високи длъжности: член на Изпълнителния комитет (1973 – 1980), вицепрезидент (1973 – 1980), председател и член на комисии.
Член е на Съюза на театралните дейци в Тунис от 1944 г. Създава (1955) и ръководи до края на живота си списание „Ал-Фикр“ („Мисъл“). Основател и първи председател на Съюза на писателите в Тунис (1971 – 1981). Автор е на изследвания на арабската литература, произведения на политически, исторически и спортни теми (на френски и арабски). Мемоарите му са издадени във Франция през 2004 г.
Мохамед Мзали е женен за своята тунизийска състудентка Фетия (1927 – 2018). Тя е министърка на образованието в неговия кабинет от 1953 до 1986 г. Имат 6 деца: 4 момчета и 2 момичета. М. Мзали умира в Париж на 23 юни 2010 г.